# Dollaro di Tobago
Il dollaro è stata la moneta di Tobago fino al 1814. Circolavano vari tagli dei dollaro spagnolo e monete coloniali francesi contromarcate. Il dollaro era suddiviso in 11 bit, ognuno di 9 penny. Nel 1814 fu introdotta la sterlina britannica come valuta ufficiale dell'isola. Dal 1905 il dollaro ha nuovamente circolato a Tobago, prima come dollaro di Trinidad e Tobago poi con il dollaro delle Indie occidentali britanniche prima che fosse nuovamente reintrodotto il dollaro di Trinidad e Tobago.

## Monete
Nel 1798 le moneta da 8 real venivano forate: la parte centrale era contromarcata con una "T" creando così una moneta da 1½ bit mentre il dollaro forato circolava come moneta da 11 bit. Alcune monete coloniali francesi furono contromarcate con le lettere "TB" per produrre pezzi da 1½ e 2¼ penny.